# Willi Rolfes
Wilhelm „Willi“ Rolfes (* 1964 in Lohne) ist ein deutscher Sozialpädagoge und Fotograf. Er ist vor allem mit Naturfotografien hervorgetreten und hat als Bildautor an zahlreichen Büchern mitgewirkt.

## Leben

### Berufliche Laufbahn
Nach dem Abitur studierte Willi Rolfes Sozialpädagogik mit Abschluss als Diplom-Sozialpädagoge. Danach begann er seine berufliche Laufbahn beim Bischöflich Münsterschen Offizialat in Vechta. In den 1990er-Jahren war er in verschiedenen Funktionen der kirchlichen Jugendbildung und -sozialarbeit tätig. Bis zum Jahr 2000 leitete er das bischöfliche Jugendamt und war anschließend bis Ende 2006 als geschäftsführender Referent in der Abteilung Seelsorge des Bistums Münster eingesetzt und damit zugleich deren stellvertretender Leiter. Seit Anfang 2007 ist Rolfes geschäftsführender Direktor der Katholischen Akademie Stapelfeld. 2010, 2013, 2016 und erneut 2019 wurde er jeweils für drei Jahre in den Vorstand des Niedersächsischen Landesverbands der Heimvolkshochschulen gewählt.
Willi Rolfes lebt in Vechta.

### Betätigung als Naturfotograf

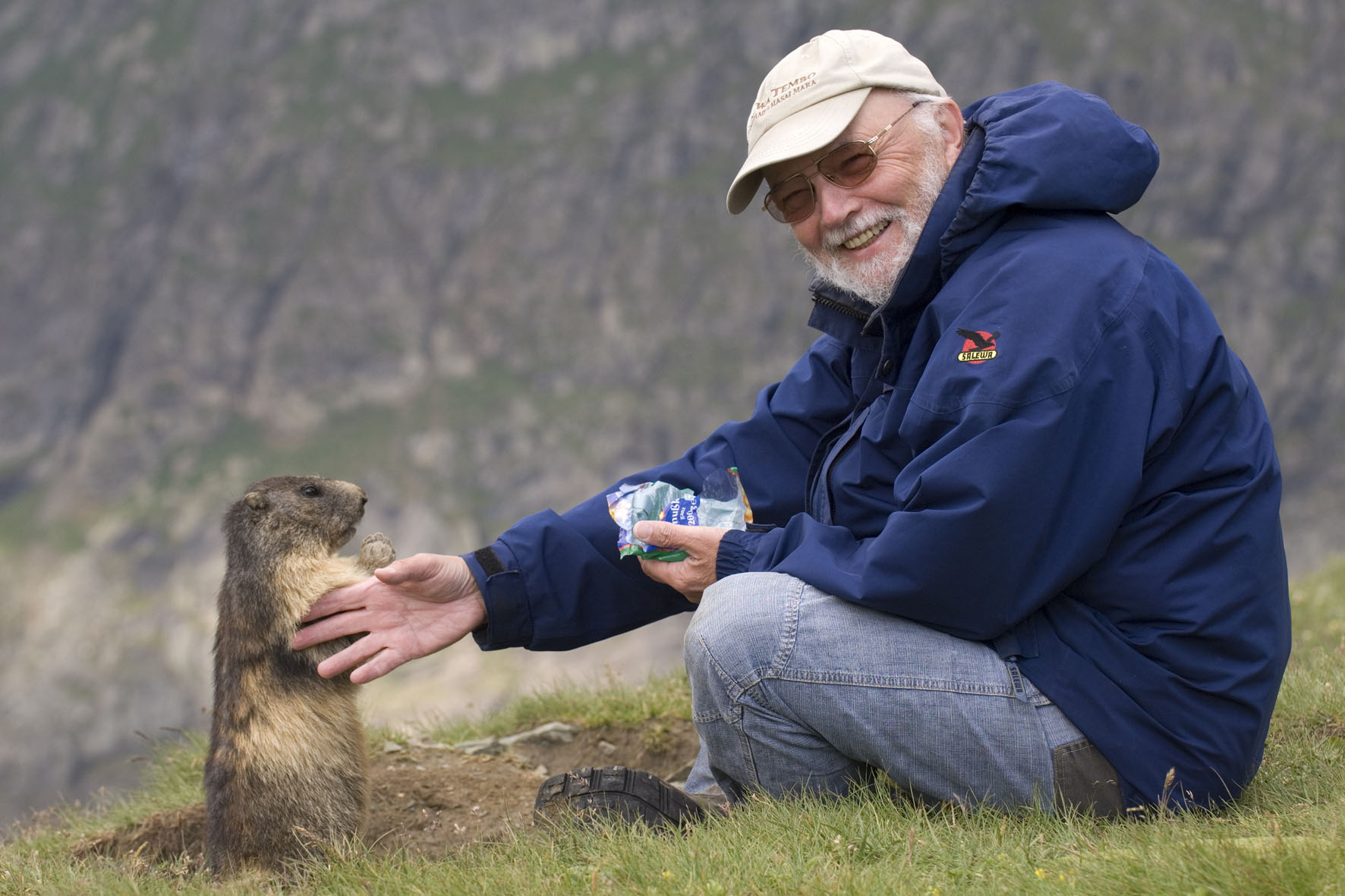
Fritz Pölking war für Willi Rolfes Vorbild, Förderer und Freund – hier eine von Rolfes angefertigte Aufnahme Pölkings aus dem Jahr 2007.

Einer breiteren Öffentlichkeit ist Willi Rolfes durch seine Naturfotografien bekannt geworden, womit er sich seit 1981 beschäftigt. Als Fotograf ein Autodidakt, bezeichnet er den 2007 verstorbenen Naturfotografen Fritz Pölking als Vorbild, Förderer und Freund. Gemeinsam mit Fritz Pölking sowie Jürgen Borris und Bernhard Volmer rief Willi Rolfes Anfang der 2000er Jahre auch die Naturfotografengruppe „blende4.com“ ins Leben, die sich jedoch nach Pölkings Tod auflöste.
Rolfes fotografischer Schwerpunkt liegt auf den Landschaftsformen Norddeutschlands mit ihrer Flora und Fauna, wobei seine besondere Leidenschaft neben dem Wattenmeer nach eigener Aussage dem Moor gilt. So ist er häufig im Großen Moor unterwegs. Rolfes ist Mitglied der Gesellschaft Deutscher Tierfotografen (GDT) und fotografiert mit Nikon-Kameras.
Sein Wissen gibt Willi Rolfes bei Vorträgen und in Workshops weiter. Zudem beteiligt er sich regelmäßig an Ausstellungen und ist Organisator der Stapelfelder Fototage, bei denen namhafte Naturfotografen aus ganz Deutschland ihre Aufnahmen präsentieren.
Für seine Naturbilder erhielt Rolfes mehrfach Auszeichnungen. So sicherte er sich 2009 den ersten Preis beim Fotowettbewerb „Kulturlandschaft im Fokus“ der Stiftung Westfälische Kulturlandschaft und war Gesamtsieger des vom Nationalpark Harz veranstalteten Fotowettbewerbs „HarzNATUR 2012“. 2012 war er in seiner Eigenschaft als Naturfotograf in der Fernsehdokumentation Wildes Oldenburger Land von Ralph und Svenja Schieke zu sehen. Im Jahr 2025 wurde Willi Rolfes in das PEN-Zentrum Deutschland berufen.
Neben seinen Naturaufnahmen hat sich Rolfes auch mit anderen Gebieten der Fotografie, etwa der Architekturfotografie, beschäftigt. Dass er zudem ein versierter Porträtfotograf ist, bewies er spätestens mit seinen Bildern für das Buch Respekt. Portraits von alten Menschen (2011). Seine Fotografien und Fotogeschichten veröffentlicht er in verschiedenen Zeitungen, Zeitschriften und Internetprojekten, die Fotos zudem in jährlich erscheinenden Kalendern und mehreren Bildbänden. Mit Dr. Heinrich Dickerhoff, Hartmut Elsner, Dr. Martin Feltes, Stefan Jürgens, Andreas Kathe, Marco Sagurna, Heinrich Siefer, Andrea Schwarz, Andreas David und Tobias Böckermann hat Willi Rolfes jeweils an mehreren Buchprojekten gearbeitet, steuerte aber auch zu Publikationen weiterer Autoren Fotos bei.

## Werk
An folgenden Büchern (Auswahl) war Willi Rolfes jeweils maßgeblich als Bildautor sowie teilweise auch als Mitverfasser und Herausgeber beteiligt:
- Detlef Gerjets: Faszination Moor. Lebensraum der Gegensätze. Entstehung, Kultivierung, Nutzung und Restaurierung der Moore – Flora und Fauna. Kallhardt, Fischerhude 1994 (ISBN 3-928324-53-5).
- Da berühren sich Himmel und Erde. BBM, Hildesheim 1995 (ISBN 3-89543-046-3).
- Margret Buerschaper: Das Land, in dem ich wohne. Vechtaer Druck und Verlag, Vechta 1997 (ISBN 3-88441-149-7).
- Hartmut Elsner: Moor. Gesichter einer Landschaft. Edition Temmen, Bremen 1999 (ISBN 3-86108-471-6).
- Hartmut Elsner: Natur erleben im Oldenburger Münsterland. Verlag Atelier im Bauernhaus, Fischerhude 2001 (ISBN 3-88132-166-7).
- Hartmut Elsner: Moor-Tagebuch. Ein Jahr im Moor. Tecklenborg, Steinfurt 2001 (ISBN 3-924044-94-5).
- Hartmut Elsner: Küste – Inseln, Marsch und Wattenmeer. Edition Temmen, Bremen 2001 (ISBN 3-86108-488-0).
- Stefan Jürgens: Aufbruch in die Weite. Dialogverlag, Münster 2001 (ISBN 3-933144-34-5).
- Stefan Jürgens: Gedichte an den Himmel. Dialogverlag, Münster 2002 (ISBN 3-933144-53-1).
- Bernhard Beering, Richard Willenborg und Stephan Honkomp: Wegkreuze, Bildstöcke und Wegkapellen in den Kirchspielen Steinfeld und Mühlen. Kirchengemeinde St. Johannes Baptist, Steinfeld 2003
- Hartmut Elsner: Naturerlebnis Dümmer. Edition Temmen, Bremen 2003 (ISBN 3-86108-906-8).
- Ruth Irmgard Dalinghaus: Himmelwärts. Kirchengewölbe im Oldenburger Münsterland. Dialogverlag, Münster 2003 (ISBN 3-933144-66-3).
- Autorenkollektiv: Biller – Bööme. Boombiller. Een plattdüütsch Bauk. Isensee, Oldenburg 2003 (ISBN 3-89598-922-3).
- Autorenkollektiv: Wulkenland. Een plattdüütsch Bauk. Isensee, Oldenburg 2004 (ISBN 3-89995-130-1).
- Hartmut Elsner: Seehunde. Unterwegs an der Nordsee. DSV-Verlag, Hamburg 2004 (ISBN 3-88412-408-0).
- Stefan Jürgens: Profile des Lebens. Dialogverlag, Münster 2004 (ISBN 3-933144-85-X).
- Autorenkollektiv: Das Richtige aus Liebe tun. Die Bibel als Begleiter durch das Jahr. Dialogverlag, Münster 2004 (ISBN 3-933144-83-3).
- als Mitverfasser: Naturfotografie. Die Schule des kreativen Sehens. Fotoforum, Münster 2005 (ISBN 3-9805048-2-4).
- Hartmut Elsner: Unterwegs im Land der Kraniche. Tecklenborg, Steinfurt 2006 (ISBN 3-934427-91-X).
- Stefan Jürgens: Dem Leben Richtung geben. Geschenkbuch zur Firmung. Butzon und Bercker, Kevelaer 2006 (überarbeitete Neuausgabe Butzon & Bercker 2015, ISBN 978-3-7666-2190-0).
- Stefan Jürgens: Atem der Stille. Einladung zum Innehalten. Butzon und Bercker, Kevelaer 2006 (ISBN 978-3-7666-0740-9).
- Andreas David: Seeadler im Aufwind. Die größten Greifvögel Mitteleuropas ziehen wieder ihre Kreise. Tecklenborg, Steinfurt 2007 (ISBN 978-3-939172-17-8).
- Hartmut Elsner: Kraniche. Die Vögel des Glücks sind Sinnbild des Vogelzugs. Tecklenborg, Steinfurt 2007 (ISBN 978-3-939172-16-1).
- Frank Neumann und Stefan Jürgens: Auf gutem Kurs. Geschenkbuch zur Konfirmation. Butzon und Bercker, Kevelaer 2007 (ISBN 978-3-7666-0852-9).
- Autorenkollektiv: Von Wegen. Erzählungen, Gedichte, Gebete, Bilder, Betrachtungen, Rezepte, Tipps. Katholische Akademie Stapelfeld, Stapelfeld 2008 (ISBN 978-3-9812608-0-9).
- Tobias Böckermann: Moor. Eine norddeutsche Landschaft. Tecklenborg, Steinfurt 2009 (ISBN 978-3-939172-45-1).
- Gerda und Rüdiger Maschwitz: Kursbuch Beten. Anregungen für alle Lebenslagen. Kösel, München 2009 (ISBN 978-3-466-36826-6).
- zusammen mit Remmer Akkermann und Wolf-Dietmar Stock: Die Hunte. Eine Flussreise von der Quelle bis zur Mündung. Verlag Atelier im Bauernhaus, Fischerhude 2009 (ISBN 978-3-88132-310-9).
- Autorenkollektiv: Zum Glück. Erzählungen, Gedichte, Gebete, Bilder, Betrachtungen, Rezepte, Tipps. Katholische Akademie Stapelfeld, Stapelfeld 2010 (ISBN 978-3-9812608-1-6).
- Vasa Sacra – da berühren sich Himmel und Erde. Schätze aus den katholischen Kirchen des Oldenburger Landes. Aschendorff, Münster 2010 (ISBN 978-3-402-12839-8).
- Andreas Kathe: Der Dümmer. Verlag Atelier im Bauernhaus, Fischerhude 2010 (ISBN 978-3-88132-284-3).
- Susanne Haverkamp: Respekt. Portraits von alten Menschen. Erinnerungen – Erlebnisse – Erfahrungen. Stiftung Kardinal von Galen, Cloppenburg 2011 (ISBN 978-3-9812608-2-3).
- Tobias Böckermann: Der Kranich. Ein Vogel im Aufwind. Verlag Atelier im Bauernhaus, Fischerhude 2011 (ISBN 978-3-88132-177-8).
- Andreas David: Wildtier-Impressionen. Müller Rüschlikon, Stuttgart 2012 (ISBN 978-3-275-01870-3).
- Autorenkollektiv: Im Schatten des Domes. Beiträge zur Pfarrgeschichte und zum Kirchenbau von St. Laurentius Langförden. Festschrift zum Jubiläum 100 Jahre Kirchweihe in Langförden. Katholische Kirchengemeinde St. Laurentius, Langförden 2012.
- Andreas Kathe: Hommage an das Moor. Von Sonnentau und Nebelschwaden. Edition Temmen, Bremen 2012 (ISBN 978-3-8378-5021-5).
- zusammen mit Tobias Böckermann: Natur-Impressionen – Streifzüge durch das herbstliche Jagdrevier. Müller Rüschlikon, Stuttgart 2014 (ISBN 978-3-275-02002-7).
- Heinrich Siefer: Land so wiet. Dat Ollenborger Münsterland in Riemels un Geschichten. Edition Temmen, Bremen 2014 (ISBN 978-3-8378-5031-4).
- zusammen mit Jutta Engbers: Intaumeute = Begegnung. Culturcon-Medien, Berlin 2014 (ISBN 978-3-944068-26-8).
- zusammen mit Andreas Kathe: Unser Naturerbe – Spurensuche im Landkreis Vechta. Edition Oldenburgische Volkszeitung, Vechta 2015 (ISBN 3-9816401-1-X).
- zusammen mit Martin Feltes: Inspiration Natur: Fotografie. Kunst. Praxis. Fotoforum Verlag, Münster 2016 (ISBN 978-3-945565-00-1).
- zusammen mit Andrea Schwarz und Helmut Kruckenberg: Frei!: Sehnsuchtsvoll leben. Die Botschaft der Wildgänse. Adeo-Verlag, Asslar 2016 (ISBN 3-86334-114-7).
- zusammen mit Tobias Böckermann und Jürgen Borris: Der Rothirsch: Ein Mythos im Revier. Müller Rüschlikon, Stuttgart 2016 (ISBN 3-275-02077-3).
- zusammen mit Tobias Böckermann, Heinrich Dickerhoff, Martin Feltes: da Sein. Wie ein Baum. Fotoforum Verlag, Münster 2017 (ISBN 3-945565-08-1).
- zusammen mit Julius Höffmann, Andreas Kathe, Matthias Niehues: Oldenburger Münsterland. Edition Oldenburgische Volkszeitung, Vechta 2017 (ISBN 978-3-9816401-8-2).
- zusammen mit Tobias Böckermann: Deutschlands Natur: Lebensräume im Porträt. Tecklenborg Verlag, Steinfurt 2018 (ISBN 3-944327-67-5).
- Naturerbe Goldenstedter Moor. Edition Oldenburgische Volkszeitung, Vechta 2018 (ISBN 978-3-9816401-9-9).
- zusammen mit Anke Benstem, Jürgen Borris, Iris Schaper und Bernhard Volmer: Wildnis Niedersachsen. Edition Temmen. Bremen 2019 (ISBN 3-8378-5038-2).
- zusammen mit Andreas Kathe: Dümmer – Naturschutzparadies und Sehnsuchtsort. Edition Bildperlen, Münster 2020 (ISBN 978-3965460065).
- zusammen mit Tobias Böckermann: Seeadler: Begegnungen in der Natur. Tecklenborg, Steinfurt 2021 (ISBN 978-3944327921).
- zusammen mit Andreas Kathe: Hunte – Eine Flussreise. Fotoforum Verlag, Münster 2021 (ISBN 978-3-945565-19-3).
- zusammen mit Marco Sagurna: laub ist ein geruch es ist ein flirren – Neue Gedichte und Bilder vom Herbst. Fotoforum Verlag, Münster 2023 (ISBN 978-3965460133).
- zusammen mit Andreas Kathe: Ahlhorner Fischteiche – Eingebettet zwischen Urwald und Geest. Edition Bildperlen, Münster 2023 (ISBN 978-3-945565-22-3).
- zusammen mit Marco Sagurna: ein zwitscherndes ein klingendes licht - Neue Gedichte und Bilder vom Frühling. Edition Bildperlen, Münster 2024 (ISBN 978-3965460140).
- zusammen mit Dr. Heinrich Dickerhoff: Dem Glück nachgedacht -  Impulse I Märchen I Augenöffner. Edition Bilderperlen, Münster 2024 (ISBN 978-3-96546-015-7)

## Belege
1. 1 2 3 4  Vita (Memento vom 23. November 2015 im Internet Archive) von Willi Rolfes; abgerufen am 22. Februar 2013
2. ↑  Rolfes wird Direktor der Heimvolkshochschule – „Doppelspitze“ in Stapelfeld. In Nordwest-Zeitung, Online-Fassung vom 7. November 2006; abgerufen am 22. November 2015
3. ↑  Michael Loots: Gewichtige Rolle im Netzwerk der Kirche: Wilhelm Rolfes geschäftsführender Direktor des Bildungszentrums – Etat: 2,5 Millionen. In Nordwest-Zeitung, Online-Fassung vom 11. November 2006; abgerufen am 22. November 2015
4. ↑  Vorstand des Landesverbandes 2013 – 2016; abgerufen am 22. November 2015
5. ↑  Kurzer Nachruf auf Fritz Pölking (Memento des Originals vom 23. November 2015 im Internet Archive)  Info: Der Archivlink wurde automatisch eingesetzt und noch nicht geprüft. Bitte prüfe Original- und Archivlink gemäß Anleitung und entferne dann diesen Hinweis. von Rolfes in seinem Webauftritt; abgerufen am 22. November 2015
6. ↑  Webauftritt von blende4.com (Memento vom 9. April 2003 im Internet Archive)
7. ↑  Liste der GDT-Mitglieder; abgerufen am 22. November 2015
8. ↑  Stapelfelder Fototage
9. ↑  Fotografen widmen sich Impressionismus – Mehr als 200 Teilnehmer bei Fototagen der Katholischen Akademie. In Nordwest-Zeitung, Online-Fassung vom 17. Februar 2015; abgerufen am 22. November 2015.
10. ↑  Die Gewinnerfotos des Wettbewerbs (Memento vom 23. November 2015 im Internet Archive); abgerufen am 22. November 2015
11. ↑  Mitteilung der Nationalparkverwaltung über die Auszeichnung der Gewinner; abgerufen am 22. November 2015

| Personendaten    | Personendaten                         |
| ---------------- | ------------------------------------- |
| NAME             | Rolfes, Willi                         |
| ALTERNATIVNAMEN  | Rolfes, Wilhelm                       |
| KURZBESCHREIBUNG | deutscher Sozialpädagoge und Fotograf |
| GEBURTSDATUM     | 1964                                  |
| GEBURTSORT       | Lohne                                 |